# Куценко Юрій Миколайович
Куценко Юрій Миколайович — доктор технічних наук, професор, декан Енергетичного факультету Таврійського державного агротехнологічного університету (2014—2015 рр.).

## Біографія
Народився майбутній вчений і педагог 3 травня 1964 року в селі Верхня Покровка Луганської області. В 1971 році пішов вчитися до першого класу сільської восьмирічної школи, по закінченні якої, вступив до Ворошиловградського політехнікуму сільського господарства. Вищу освіту здобув у Мелітопольському інституті механізації сільського господарства (1990 р.). У цьому навчальному закладі пройшов свій багаторічний трудовий шлях.
В 1990 році Юрій Миколайович був прийнятий в МІМСГ на посаду асистента. З 1992 року по 1997 рік навчався в аспірантурі Національного аграрного університету в м. Київ.
Після закінчення аспірантури в січні 1997 року був прийнятий на кафедру електропостачання сільського господарства на посаду асистента, з 1998 року призначений на посаду старшого викладача, а з 1999 року на посаду доцента цієї кафедри.
В 1997 році Куценко Ю. М. захищає кандидатську дисертацію «Застосування електричних струмів низької напруги для боротьби з багаторічними карантинними бур'янами на півдні України». В травні 1998 року рішенням президії Вищої атестаційної комісії йому було присуджено науковий ступінь кандидата наук.
У грудні 2002 року рішенням Атестаційної колегії Міністерства освіти і науки України Юрію Миколайовичу присвоєно вчене звання доцента.
З 01 вересня 2009 року — Куценко Ю. М. завідувач кафедри автоматизованого електропривода Таврійського державного агротехнологічного університету.
В 2013 році науковець захищає докторську дисертацію «Електротехнічні і магнітні системи активації гетерогенних структур в спорудах захищеного ґрунту». На підставі рішення Атестаційної колегії МОН України від 14 лютого 2014 року Куценку Юрію Миколайовичу було присуджено ступінь доктора технічних наук, а в грудні того ж року присвоєне вчене
звання — професор.
З 2014 року Ю. М. Куценко очолив енергетичний факультет університету, спочатку як виконувач обов'язків, а в 2015 році він був призначений на посаду декана енергетичного факультету.
Юрій Миколайович Куценко — талановитий педагог, який доклав багато зусиль до підготовки не одного десятка інженерів-енергетиків для потреб сільськогосподарського виробництва.
Помер Юрій Миколайович Куценко 19 липня 2015 року.

## Нагороди
З нагоди 50-річчя Запорізька обласна рада нагородила Ю. М. Куценко Почесною грамотою за багаторічну сумлінну працю, вагомий особистий внесок за підготовку висококваліфікованих фахівців для сільського господарства. Сумлінна праця Юрія Миколайовича відмічена багатьма подяками в наказах університету, він неодноразово нагороджувався почесними грамотами. Своєю високою педагогічною майстерністю протягом двадцяти п'яти років роботи в університеті Ю. М. Куценко заслужив авторитет і повагу серед професорсько-викладацького складу і студентів.
Він був активним учасником більш як п'ятдесяти Міжнародних науково-практичних конференцій, спеціалізованих технічних виставок з енергетики, енергозбереження та електротехніки. За участь у XXII Міжнародній агропромисловій виставці «АГРО-2010» Юрій Миколайович був нагороджений Дипломом.